# Teodorico II d'Autun
Teodorico, Thierry in francese, Teodoric in catalano e Theodericus in latino (seconda metà del secolo VIII – 821 circa), fu Conte di Autun.

## Origine
Nato in Borgogna, secondo la Critique des deux chartes de foundation de l'abbaye de Saint-Guillem-du-Désert, in cui Guglielmo d'Aquitania, attesta che Teodorico assieme a Alleaume (o Adalelmo) e Teodoen o Teudoin è suo fratello (fratre meo Teodoino et Teoderico et Adalelmo) e i suoi genitori erano Teodorico e Aldana (genitore meo Theuderico et genitrice mea Aldana) Alleaume o Adalelmo era figlio del Conte di Autun, Teodorico I (prima metà secolo VIII – ca. 793) di antica famiglia Merovingia e di Alda o Audana (?-† 751), che secondo la Histoire du Duché de Bourgogne du VIIIème au XIVème siècle, era figlia di Carlo Martello e di Rotrude di Treviri.

Di Teodorico I d'Autun non si conoscono gli ascendenti, ma, già nel 736, secondo la Histoire du Duché de Bourgogne du VIIIème au XIVème siècle, era uno dei fedeli alleati di Carlo Martello, quando quest'ultimo intervenne in Borgogna, e poi secondo gli Einhardi Annales lo fu anche di Carlo Magno.
Dato che nella prima versione del documento di fondazione del monastero benedettino di Gellona, l'attuale abbazia di Saint-Guilhem-le-Désert, Guglielmo d'Aquitania, elenca solo due fratelli, Alleaume (o Adalelmo) e Teodoen o Teudoin (fratribus meis Theudoino et Adalelmo), Teodorico, come confermano sia la Histoire du Duché de Bourgogne du VIIIème au XIVème siècle, che LES FAMILLES NOBLES DU ROYAUME, DU DUCHÉ ET DU COMTÉ DE BOURGOGNE ET DE FRANCHE-COMTÉ : LES COMTES D'AUTUN era figlio del conte di Autun, Teodoen o Teudoin (figlio del Conte di Autun, Teodorico I e di Alda o Audana), e della moglie, Ne, di cui non si conoscono gli ascendenti.

## Biografia
Della vita di Teodorico II non si hanno molte informazioni. 
Suo padre o suo nonno, Teodorico I, morì, verso il 793 e Teodoen (o Teudoin) gli succedette, come ci viene confermato, sia da LES FAMILLES NOBLES DU ROYAUME, DU DUCHÉ ET DU COMTÉ DE BOURGOGNE ET DE FRANCHE-COMTÉ : LES COMTES D'AUTUN, che da la Histoire du Duché de Bourgogne, du VIIIème au XIVème siècle.
Sempre secondo sia da LES FAMILLES NOBLES DU ROYAUME, DU DUCHÉ ET DU COMTÉ DE BOURGOGNE ET DE FRANCHE-COMTÉ : LES COMTES D'AUTUN, che da la Histoire du Duché de Bourgogne, du VIIIème au XIVème siècle Teodoen (o Teudoin) governò la contea per circa quattro anni e venne sostituito da Childebrando III.
Nell'804, Teodorico II, secondo la Critique des deux chartes de foundation de l'abbaye de Saint-Guillem-du-Désert, era presente alla fondazione del monastero benedettino di Gellona, l'attuale abbazia di Saint-Guilhem-le-Désert, avvenimento riportato anche nella Ex vita Sancti Willelmi.
Ancora secondo sia da LES FAMILLES NOBLES DU ROYAUME, DU DUCHÉ ET DU COMTÉ DE BOURGOGNE ET DE FRANCHE-COMTÉ : LES COMTES D'AUTUN, che da la Histoire du Duché de Bourgogne, du VIIIème au XIVème siècle Teodorico II governò la contea per circa sei anni, essendo subentrato a Childebrando III, nell'815 ed essendo succeduto dal nipote o cugino, Teodorico III, nell'821.
Tre documenti del Recueil des chartes de l'abbaye de Saint-Benoît-sur-Loire, citano Teodorico II col titolo di conte di Autun:
- il n° X, datato dicembre 815 (Theodericus comes in Augustiduno civitate)[8];
- il n° XII, datato marzo 818 (Theodericus comes)[9];
- il n° XIII, datato aprile 818 (Theoderico comite)[10]

Non si conosce l'anno esatto della sua morte, che avvenne nell'821, secondo LES FAMILLES NOBLES DU ROYAUME, DU DUCHÉ ET DU COMTÉ DE BOURGOGNE ET DE FRANCHE-COMTÉ : LES COMTES D'AUTUN o, nell'826, secondo Foundation for Medieval Genealogy.

## Matrimonio e discendenza
Di Teodorico non si conosce il nome di una eventuale moglie e di lui non si conosce alcuna discendenza.

### Fonti primarie
- (LA)  Monumenta Germanica Historica, Scriptores, tomus primus.
- (LA)  Recueil des historiens des Gaules et de la France. Tome 5.
- (LA)  Recueil des chartes de l'abbaye de Saint-Benoît-sur-Loire.

### Letteratura storiografica
- (LA)  (FR)  Critique des deux chartes de foundation de l'abbaye de Saint-Guillem-du-Désert.
- (FR)  Histoire du Duché de Bourgogne du VIIIème au XIVème siècle.